# Sefar Universal
Sefar Universal es una empresa jurídica que se especializa en el ámbito del derecho genealogista. Su equipo está conformado por un conjunto de abogados, genealogistas, historiadores, paleógrafos, lingüistas y antropólogos que presta servicios de asistencia legal relacionados con procesos de nacionalización y extranjería para personas naturales alrededor del mundo con ascendencia en los países de las penínsulas ibérica e itálica, poniendo especial foco en aquellos con comprobado origen sefardí. Además de los mencionados países de Europa, también ofrece asesoría para procesos migratorios hacia América del Norte.  Tiene como objetivo la consumación de la libertad de los individuos a través de la reivindicación de sus derechos migratorios.
Su sede principal se encuentra en Madrid. Para el año 2025 cuenta con sedes en España, Colombia, Estados Unidos, Italia, México, Portugal y Venezuela, con oficinas en las ciudades de Madrid, Sevilla, Caracas, La Guaira, Barranquilla y Miami.

## Perfil
Fue creada en enero de 2019 por el abogado y genealogista Crisanto Antonio Bello, quien previamente se había desempeñado como Jefe Editorial de la revista venezolana El desafío de la historia y presidente del Grupo Editorial Macpecri y Macpecri Media, con el propósito de prestar servicios de asesoría jurídica a los ciudadanos residentes en América Latina descendientes de judíos sefardíes. Fueron éstos una comunidad histórica que durante gran parte de la Edad Media residió en los territorios que hoy comprenden España y Portugal, aludidos en la Biblia (concretamente en el Libro de Abdías) con el topónimo de Sefarad, y que fueron forzados a salir en masa luego de la publicación del polémico Edicto de Granada de 1492. Se calcula que entre 50 y 100 mil judíos fueron expulsados de la península como consecuencia de esta medida, y gran parte de ellos terminaron radicándose en el continente americano, contribuyendo a su colonización y formación.
Con el tiempo, la empresa expandió su cartera de servicios a la asistencia y guía en el procesamiento de documentos y procesos migratorios y de adopción de nacionalidad para cualquier persona natural, brindando asesoría en la tramitación de visados en Canadá y Estados Unidos.
En su portal web, la empresa asegura procurar la asesoría integral a cualquier persona natural «a descubrir sus oportunidades de desarrollo» y a «reivindicar sus derechos», así como a constituirse en sus «principales aliados profesionales en la lucha por la libertad».

## Servicios
Sefar Universal ofrece labores de investigación genealógica utilizando como centro el concepto de intuitu personæ, a fin de lograr demostrar la cadena genealógica que permite probar, eslabón por eslabón, una ascendencia y una determinada condición o estado en que la legislación positiva reconoce ciertos derechos transmisibles de generación en generación. Para ello, cuenta con su propio equipo de paleógrafos, grafólogos y genealogistas especializados, los cuales están auxiliados por un grupo de historiadores, entre los que se cuentan a Elías Pino Iturrieta, individuo de número de la Academia Nacional de la Historia de Venezuela, y a Asdrúbal Baptista, miembro fundador de la Academia Nacional de Ciencias Económicas. La empresa también cuenta con un grupo de destacados abogados en su departamento de asistencia legal, que abarca desde los derechos patrimoniales hasta los sucesorios.
Añadido a esto, también provee de guías para la obtención de las nacionalidades española, portuguesa e italiana, independientemente si posee ascendencia sefardí o no, así como en los complejos procedimientos de visado para migrantes en Estados Unidos.
Según una nota de prensa liberada a los medios de comunicación en julio de 2021, para esa fecha Sefar Universal había tramitado más de 7.500 solicitudes de nacionalidad española por origen sefardí, obteniendo resoluciones positivas en la totalidad de las mismas. Ante la ola de denegaciones sefardíes llevada a cabo por el gobierno de España en el verano de 2021, la empresa emitió un comunicado solidarizándose con los afectados por dichas medidas.